# تیری لرمیت
تیری لرمیت (فرانسوی: Thierry Lhermitte‎؛ زادهٔ ۲۴ نوامبر ۱۹۵۲) بازیگر، تهیه‌کننده و کارگردان اهل فرانسه است. وی از سال ۱۹۷۳ میلادی تاکنون مشغول فعالیت بوده‌است.
از فیلم‌ها یا برنامه‌های تلویزیونی که وی در آن نقش داشته است، می‌توان به طلاق، کمد، ۱۰۰۱ شب، سایه یک شک، دوست دختر رفیقم، قهرمان‌ها دهانشان بوی شیر نمی‌دهد، بازی شام و مارکیز اشاره کرد.